# حمري أردني
السمك الحمري الأردني (الاسم العلمي: Carasobarbus canis) هو نوع من الأسماك شعاعيات الزعانف التي تنتمي لعائلة الشبوطيات .
تتواجد هذه الأسماك في فلسطين والأردن وسوريا . موائلها الطبيعية هي الأنهار وبحيرات المياه العذبة. لا يعتبر هذا النوع من السمك مهدد من قبل الاتحاد الدولي لحفظ الطبيعة(IUCN).